# Огурцов, Николай Георгиевич
Николай Георгиевич Огурцов (бел. Мікалай Георгіевіч Агурцоў; 28 декабря 1925, Короча — март 2008) — советский и белорусский педагог, специалист в области общей педагогики. Доктор педагогических наук (1981), профессор (1988). Заслуженный учитель Белорусской ССР (1979).

## Биография
Родился 28 декабря 1925 года в Короче (ныне Белгородская область). Русский. Член ВЛКСМ с 1943 года. Участник Великой Отечественной войны, призван в РККА 10 апреля 1943 года Корочанским райвоенкоматом. Службу проходил в 475-м стрелковом полку 53-й стрелковой дивизии (7-я гвардейская армия, 2-й Украинский фронт); командир пулемётного взвода. В боевых действиях участвовал с 3 по 23 октября 1943 года и с 6 по 19 февраля 1945 года. 19 февраля 1945 года в бою около города Комарно (ныне Словакия) был тяжело ранен пулей в правую стопу, по итогам медкомиссии был признан ограниченно годным к службе. Представлен к ордену Отечественной войны I степени, но награждён орденом Красной Звезды.
Окончил Краснодарский государственный педагогический институт в 1955 году. Начинал преподавательскую карьеру в Таганрогском государственном педагогическом институте, первый руководитель факультета педагогики и методики начального образования. Позже преподавал в Бельцком государственном педагогическом институте, Минском государственном педагогическом институте иностранных языков (с 1967), Научно-исследовательском институте педагогики Министерства народного образования БССР (с 1969), Белорусском государственном университете (1994—1999) и Белорусском государственном университете культуры и искусств (1989—1994 и с 1999 по 2008). Заведующий кафедрой психологии и педагогики БГУКИ в 1999—2006 годах. Член-корреспондент Академии образования Республики Беларусь. В научные интересы входили педагогика, психология и формирование личности.
Скончался в марте 2008 года.

## Награды
- Орден Отечественной войны I степени[3] (6 апреля 1985)[4]
- Орден Красной Звезды[3] (6 августа 1946)[1]
- Медаль «За победу над Германией в Великой Отечественной войне 1941—1945 гг.»[3][5]
- Заслуженный учитель Белорусской ССР[3] (1979)